# Jinhua (köpinghuvudort i Kina, Zhejiang Sheng, lat 30,01, long 120,29)
Jinhua är en köpinghuvudort i Kina. Den ligger i provinsen Zhejiang, i den östra delen av landet, omkring 29 kilometer sydost om provinshuvudstaden Hangzhou. Antalet invånare är 46 401. Befolkningen består av 23 075 kvinnor och 23 326 män. Barn under 15 år utgör 13,0 %, vuxna 15-64 år 74 %, och äldre över 65 år 11,0 %.
Runt Jinhua är det tätbefolkat, med 442 invånare per kvadratkilometer. Närmaste större samhälle är Qianqing, 16,7 km nordost om Jinhua. I omgivningarna runt Jinhua växer i huvudsak blandskog.
Genomsnittlig årsnederbörd är 2 020 millimeter. Den regnigaste månaden är juni, med i genomsnitt 365 mm nederbörd, och den torraste är januari, med 79 mm nederbörd.